# Banco Sabadell
Banco de Sabadell, S.A. (catalansk: Banc Sabadell) er en spansk multinational bankkoncern med hovedkvarter i Sabadell og Barcelona. Den inkluderer flere banker, datterselskaber og associerede banker. I 2018 var omsætningen på 4,861 mia. euro og der var 26.181 ansatte. Der var i 2018 2.873 filialer (2.204 i Spanien og 669 internationalt) og der var 11,4 mio. kunder.
Virksomheden blev etableret 31. deecember 1881, af en gruppe forretningsmænd fra Sabadell. I 1907 begyndte virksomheden at drive bankforretning.